# Adrianus Hermanus Vermeulen
Adrianus Hermanus Vermeulen (Alblasserdam, 18 oktober 1901 – Bilthoven, 6 december 1974) was een Nederlands politicus van de PvdA.
Hij werd geboren als zoon van Adrianus Jacobus Vermeulen (1870-1948) en Maria Willemina Johanna Schutte (1876-1928). Hij was nog maar 15 jaar toen hij in september 1917 als tijdelijk ambtenaar begon bij de gemeentesecretarie van Gouda. Begin 1920 maakte hij de overstap naar de gemeente Schoonhoven waar hij het bracht tot adjunct-commies. In 1932 volgde hij Jacobus de Bruijne op als gemeentesecretaris en ontvanger van Brouwershaven nadat deze burgemeester van Opperdoes was geworden. Vanaf de zomer van 1941 tot juli 1945 was Vermeulen daarnaast waarnemend burgemeester van Duivendijke. Midden 1948 werd hij de burgemeester van Dreischor en daarnaast was hij lid van de Provinciale Staten van Zeeland. Bij een gemeentelijke herindeling in 1961 ging die gemeente met Brouwershaven en enkele buurgemeenten op in de fusiegemeente Brouwershaven waarvan Vermeulen de burgemeester werd. Hij ging in november 1966 met pensioen en verhuisde later naar Bilthoven waar hij eind 1974 op 73-jarige leeftijd overleed.